# Bleptina malia
Bleptina malia är en fjärilsart som beskrevs av Druce 1901. Bleptina malia ingår i släktet Bleptina och familjen nattflyn. Inga underarter finns listade i Catalogue of Life.